# Currie Cup Premier Division 2014
La Currie Cup Premier Division de 2014 fue la septuagésima sexta edición del principal torneo de rugby provincial de Sudáfrica.
El campeón fue el equipo de Western Province quienes obtuvieron su trigésimo tercer campeonato.

## Sistema de disputa
El torneo se disputó en formato liga donde cada equipo se enfrentó a los equipos restantes, luego los mejores cuatro clasificados disputaron semifinales y final.

## Clasificación
| Pos. | Equipo                 | Encuentros | Encuentros | Encuentros | Encuentros | Tantos | Tantos | Tantos | PB | PB | Puntos |
| Pos. | Equipo                 | PJ         | PG         | PE         | PP         | F      | C      | Dif    | BO | BD | Puntos |
| ---- | ---------------------- | ---------- | ---------- | ---------- | ---------- | ------ | ------ | ------ | -- | -- | ------ |
| 1.º  | Western Province       | 10         | 8          | 0          | 2          | 335    | 206    | +129   | 6  | 1  | 39     |
| 2.º  | Golden Lions           | 10         | 7          | 0          | 3          | 362    | 206    | +156   | 7  | 1  | 36     |
| 3.º  | Natal Sharks           | 10         | 7          | 1          | 2          | 287    | 222    | +65    | 2  | 1  | 33     |
| 4.º  | Blue Bulls             | 10         | 6          | 0          | 4          | 271    | 235    | +36    | 3  | 1  | 28     |
| 5.º  | Free State Cheetahs    | 10         | 3          | 1          | 6          | 249    | 294    | −45    | 4  | 3  | 21     |
| 6.º  | Pumas                  | 10         | 4          | 0          | 6          | 237    | 269    | −32    | 2  | 2  | 20     |
| 7.º  | Griquas                | 10         | 3          | 0          | 7          | 220    | 332    | −112   | 2  | 2  | 16     |
| 8.º  | Eastern Province Kings | 10         | 1          | 0          | 9          | 206    | 403    | −197   | 1  | 1  | 6      |

|  | Semifinalistas. |

### Semifinales
| 18 de octubre | Western Province | 31 - 23 | Blue Bulls | Newlands Stadium, Ciudad del Cabo |  |

| 18 de octubre | Golden Lions | 50 - 20 | Natal Sharks | Ellis Park Stadium, Johannesburgo |  |

### Final
| 25 de octubre | Western Province | 19 - 16 | Golden Lions | Newlands Stadium, Ciudad del Cabo |  |

| Bandera de Sudáfrica     |
| Campeón Western Province |
| Trigésimo tercer título  |